# زنان در دوره ویکتوریا
منتقدان دانشگاهی به برابری جنسیتی در دوره ویکتوریا به‌عنوان نمونه‌ای از تفاوت چشمگیر میان قدرت و ثروت ملی بریتانیا در مقایسه با شرایط اجتماعی آن اشاره کرده‌اند. این دوره به نام ملکه ویکتوریا نام‌گذاری شده است. زنان حق رأی نداشتند، نمی‌توانستند شکایت کنند، و زنان متأهل مالکیت محدودی بر اموال خود داشتند. در عین حال، زنان پس از انقلاب صنعتی با تعداد بیشتری وارد نیروی کار شدند. فمینیسم در میان طبقه متوسط تحصیل‌کرده گسترش یافت، قوانین تبعیض‌آمیز لغو شد و جنبش حق رأی زنان در سال‌های پایانی عصر ویکتوریا شتاب گرفت.
در دوره ویکتوریا، حداقل از نگاه طبقه متوسط، زنان به‌عنوان متعلق به حوزه داخلی دیده می‌شدند و این کلیشه انتظارات سخت‌گیرانه‌ای برای زنان ایجاد می‌کرد که خانه‌ای تمیز برای خانواده‌شان فراهم کنند، غذا آماده کنند و فرزندان خود را پرورش دهند. در این دوران، حقوق زنان بسیار محدود بود و آن‌ها پس از ازدواج مالکیت درآمد، اموال فیزیکی (به‌جز املاک) و هرگونه وجه نقدی را که به دست می‌آوردند، از دست می‌دادند.

## حقوق زنان
پیش از تصویب قانون دارایی زنان متأهل ۱۸۷۰ و قانون دارایی زنان متأهل ۱۸۸۲، حقوق قانونی و مالکیت زنان متأهل در بریتانیا به‌شدت محدود بود. طبق حقوق عرفی انگلیس، زن متأهل استقلال قانونی خود را از دست می‌داد، نمی‌توانست قرارداد ببندد یا شکایت کند و اموال و تعهدات او عمدتاً تحت کنترل شوهرش قرار می‌گرفتند. هرگونه دارایی شخصی که زن در طول ازدواج به دست می‌آورد، عملاً در اختیار کامل شوهر قرار می‌گرفت. زن متأهل نمی‌توانست بدون رضایت شوهر هیچ‌گونه اموالی را واگذار کند. در صورت طلاق، زنان معمولاً هیچ حقی بر اموالی که در طول ازدواج به‌دست آمده بود، نداشتند و اغلب در فقر رها می‌شدند. در برخی موارد، زنان می‌توانستند مالکیت اموالی را که پیش از ازدواج داشتند، حفظ کنند. افزون بر جهیزیه، تعهدنامه ازدواج به زنان متأهل اجازه می‌داد تا بهره‌ای از اموال قبلی یا موروثی خود را تحت سرپرستی نگه داشته و درآمد مستقلی از شوهر خود داشته باشند.
در کشورهایی مانند فرانسه، زنان حقوق قانونی خود را نسبت به اموالی که پیش از ازدواج داشتند، حفظ می‌کردند. با این حال، طبق کد ناپلئون، وضعیت قانونی زنان در طول ازدواج مشابه وضعیت آن‌ها در حقوق عرفی انگلیس بود (شوهر به‌طور قانونی کنترل تمام دارایی‌های خانوادگی را در اختیار داشت و زنان بدون اجازه شوهر نمی‌توانستند اموال خود را واگذار کنند). تفاوت عمده این بود که در فرانسه، پس از طلاق، تمام اموالی که در طول ازدواج به‌دست آمده بود، به‌طور مساوی تقسیم می‌شد.
ازدواج حق زن را برای رضایت به رابطه جنسی با شوهرش از میان برمی‌داشت و در عمل به شوهر «مالکیت» بدن زن را می‌داد. از دیدگاه مدرن فمینیستی، این رضایت زناشویی به یک قرارداد تبدیل می‌شد که در آن زن خود را به میل شوهرش تسلیم می‌کرد و این امر نوعی برده‌داری داوطلبانه به‌شمار می‌رفت. بحث‌های دانشگاهی دربارهٔ آزادی جنسی زنان در دوره ویکتوریا در قوانین (قوانین بیماری‌های مسری)، گفتمان پزشکی و مؤسسات درمانی (بیمارستان و آسایشگاه لندن لاک) بازتاب داشت.
حقوق و امتیازات زنان ویکتوریایی محدود بود و هم زنان مجرد و هم متأهل با سختی‌ها و نابرابری‌های گوناگونی روبرو بودند. زنان در این دوران از نظر مالی و جنسی در موضع ضعف قرار داشتند و در ازدواج و جامعه با تبعیض‌های بسیاری مواجه می‌شدند. تفاوت‌های آشکاری میان حقوق مردان و زنان در این دوره وجود داشت؛ مردان از ثبات بیشتر، وضعیت مالی بهتر و قدرت بر خانه‌هایشان برخوردار بودند. ازدواج برای زنان ویکتوریایی به قراردادی تبدیل شده بود که خروج از آن در دوران ویکتوریا بسیار دشوار، اگر نگوییم غیرممکن، بود، به‌ویژه بدون داشتن تخصص حقوقی. گروه‌های مدافع حقوق زنان برای برابری مبارزه کردند و با گذشت زمان پیشرفت‌هایی به‌دست آوردند؛ اما بسیاری از زنان ویکتوریایی همچنان تحت کنترل و حتی ظلم همسران خود قرار داشتند، از جمله خشونت جنسی، سوءرفتار لفظی و محرومیت اقتصادی یا جنسی، و هیچ راه فراری نداشتند. درحالی‌که شوهران آزادانه روابط نامشروع داشتند، همسرانشان مجبور به تحمل خیانت بودند، زیرا حقی برای طلاق بر اساس این دلایل نداشتند و طلاق به‌عنوان تابو شناخته می‌شد.

## فرمانده خانواده

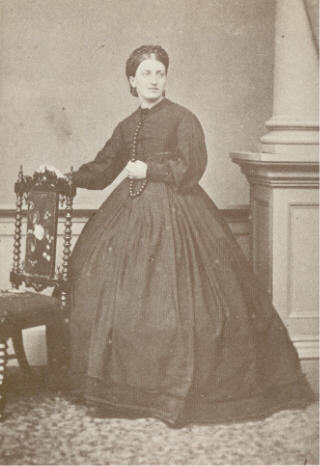
ایزابلا بیتون، که اصطلاح «فرمانده خانواده» را ابداع کرد.

«فرمانده خانواده» اصطلاحی است که در سال ۱۸۶۱ توسط ایزابلا بیتون در کتاب راهنمای تأثیرگذار او، کتاب مدیریت خانه خانم بیتون، معرفی شد. او در این کتاب توضیح می‌دهد که بانوی خانه را می‌توان با فرمانده یک ارتش یا رهبر یک بنگاه مقایسه کرد. برای اداره یک خانه محترم و تأمین خوشبختی، آسایش و رفاه خانواده، او باید وظایف خود را با هوشمندی و دقت انجام دهد. برای نمونه، او باید سازماندهی، تفویض اختیار و راهنمایی خدمتکاران را بر عهده بگیرد؛ امری که آسان نبود، زیرا بسیاری از آنان افراد قابل اعتمادی نبودند. خوانندگان طبقه متوسطِ بالای کتاب بیتون ممکن بود تعداد زیادی «خدمتکار خانگی» در اختیار داشته باشند، که به نظارت بانوی خانه نیاز داشتند.
بیتون به خوانندگان خود توصیه می‌کند که یک «دفتر حسابداری خانه» برای پیگیری مخارج داشته باشند. او پیشنهاد می‌کند که ورودی‌های این دفتر به‌صورت روزانه ثبت شوند و مانده حساب‌ها هر ماه بررسی گردد. علاوه بر نظارت بر دستمزد خدمتکاران، بانوی خانه مسئول ثبت و بررسی پرداخت‌ها به کسبه‌ای چون قصابان و نانواها نیز بود. اگر خانه‌ای توانایی استخدام یک خانه‌دار را داشت، که وظایف او شامل مدیریت حساب‌های خانه می‌شد، بیتون توصیه می‌کند که خوانندگانش به‌طور منظم حساب‌های خانه‌دار را بررسی کنند تا از بروز هرگونه مشکل جلوگیری شود.
بیتون جدولی از نقش‌های مختلف خدمتکاران خانگی و مقیاس مناسب دستمزد سالانه آنان ارائه می‌دهد («در لباس خدمت» به این معنا بود که کارفرما غذا و لباس کار را برای خدمتکار تأمین می‌کرد). تعداد زیاد خدمتکاران و وظایف آنان در دوران ویکتوریا نشان می‌دهد که چرا داشتن مهارت در امور لجستیکی برای بانوی خانه سودمند بود. بیتون توضیح می‌دهد که فهرست کامل خدمتکاران در این جدول، معمولاً در خانه یک «نجیب‌زاده ثروتمند» یافت می‌شود؛ خوانندگان کتاب او باید اندازه کارکنان و میزان حقوق آنان را بر اساس بودجه موجود خانه و عواملی مانند سطح تجربه خدمتکاران تنظیم کنند.

## زندگی خانگی طبقه کارگر
زندگی خانوادگی برای طبقه کارگر بسیار کمتر از دیگر اقشار جامعه راحت بود. استانداردهای قانونی برای حداقل شرایط مسکن، مفهومی جدید در دوران ویکتوریا بود و یک زنِ خانه‌دار از طبقه کارگر مسئول بود که خانواده‌اش را تا حد امکان در خانه‌هایی که اغلب در حال فرسایش و پوسیدگی بودند، تمیز، گرم و خشک نگه دارد (خانه‌های تراسی پیش از قانون‌گذاری در بریتانیا). در لندن، تراکم بیش از حد جمعیت در محله‌های فقیرنشین که محل زندگی طبقه کارگر بود، به معضلی فراگیر تبدیل شده بود (نگاه کنید به زندگی و کار مردم در لندن). زندگی خانواده‌ها در اتاق‌های کوچک امری معمول بود. در بدترین مناطق، نمونه‌هایی از قبیل ۹۰ نفر که در یک خانه ۱۰ اتاقه زندگی می‌کردند، یا ۱۲ نفر که در یک اتاق (به ابعاد ۷ فوت و ۳ اینچ در ۱۴ فوت) سکونت داشتند، مشاهده می‌شد.
اجاره‌بها بسیار سنگین بود؛ ۸۵ درصد از خانوارهای طبقه کارگر در لندن حداقل یک‌پنجم درآمد خود را صرف اجاره می‌کردند و ۵۰ درصد آنان بین یک‌چهارم تا نیمی از درآمدشان را برای اجاره خانه می‌پرداختند. هرچه محله فقیرتر بود، اجاره‌ها به‌طور مطلق بالاتر بود؛ موضوعی که حتی آدام اسمیت را نیز متحیر کرده بود. اجاره‌بها در منطقه اولد نیکول، در نزدیکی هکنی، بر حسب هر فوت مکعب، پنج تا یازده برابر بیشتر از اجاره‌بها در خیابان‌ها و میدان‌های لوکس وست اند لندن بود. مالکان این خانه‌های محله‌های فقیرنشین شامل اشراف، کشیشان و تراست‌های سرمایه‌گذاری مربوط به املاک افراد بلندپایه‌ای بودند که سال‌ها پیش درگذشته بودند.
انجام کارهای خانه برای زنانی که خدمتکار نداشتند، شامل مقدار زیادی شست‌وشو و نظافت می‌شد. گرد زغال حاصل از اجاق‌ها (و کارخانه‌ها) بزرگ‌ترین معضل زنان خانه‌دار ویکتوریایی در حفظ پاکیزگی خانه بود. این گرد زغال که با باد و مه جابه‌جا می‌شد، پنجره‌ها، لباس‌ها، مبلمان و فرش‌ها را می‌پوشاند. رخت‌شویی معمولاً هفته‌ای یک‌بار انجام می‌شد و لباس‌ها به‌صورت دستی در یک تشت بزرگ از جنس روی یا مس شسته می‌شدند؛ امری که تصور می‌شد به بهداشت کمک کرده و از تأثیرات شیطانی جلوگیری می‌کند. مقداری آب گرم به تشت اضافه می‌شد و گاهی یک مشت سودا برای نرم کردن آب به آن افزوده می‌شد.
پرده‌ها هر دو هفته یک‌بار پایین آورده و شسته می‌شدند، زیرا به‌شدت با دود زغال سیاه می‌شدند و برای تمیز شدن باید ابتدا در آب نمک خیسانده می‌شدند. یکی دیگر از کارهای روزانه مهم، که نشانه‌ای از احترام و حیثیت اجتماعی محسوب می‌شد، شستن و سابیدن پله چوبی ورودی خانه در هر صبح بود.